# Limbažis distrikt
Limbažis distrikt (lettisk: Limbažis rajons) er beliggende i regionen Livland i det nord-østlige Letland. Udover den centrale administration består Limbažis distrikt af 15 selvstyrende enheder: 1 by (lettisk: pilsētas, plur.; pilsēta, sing.), 4 byer med landområder samt 10 landkommuner (lettisk: pagasti, plur.; pagasts, sing.).

## Selvstyrende enheder underlagt Limbažis distrikt
- Ainaži by med landområde
- Aloja by med landområde
- Brīvzemnieki landkommune
- Braslava landkommune
- Katvari landkommune
- Lēdurga landkommune
- Liepupe landkommune
- Limbaži by
- Limbaži landkommune
- Salacgrīva by med landområde
- Skulte landkommune
- Staicele by med landområde
- Vidriži landkommune
- Viļķene landkommune
- Umurga landkommune

57°31′N 24°43′Ø / 57.52°N 24.72°Ø